# Liste der mährischen Herrscher

## Fürsten des Mährerreiches (ca. 830–902/907)
Legendär
- Oleg (reg. 820/840–849), angeblicher Fürst von Mähren

| Fürsten des Mährerreiches | Fürsten des Mährerreiches | Fürsten des Mährerreiches | Fürsten des Mährerreiches | Fürsten des Mährerreiches         |
| Name                      | von                       | bis                       | Geschlecht                | Anmerkung                         |
| ------------------------- | ------------------------- | ------------------------- | ------------------------- | --------------------------------- |
| Mojmir I.                 | ca. 830                   | 846                       | Mojmiriden                | erster erwähnter Fürst von Mähren |
| Rastislav                 | 846                       | 870                       | Mojmiriden                |                                   |
| Slavomir                  | 871                       | 871                       | Mojmiriden                |                                   |
| Svatopluk I.              | 870                       | 894                       | Mojmiriden                |                                   |
| Mojmir II.                | 894                       | 902/907                   | Mojmiriden                | 902/907 Ende des Mährerreiches    |

## Fürsten von Mähren
| Fürsten von Mähren    | Fürsten von Mähren | Fürsten von Mähren | Fürsten von Mähren | Fürsten von Mähren                                            |
| Name                  | von                | bis                | Geschlecht         | Anmerkung                                                     |
| --------------------- | ------------------ | ------------------ | ------------------ | ------------------------------------------------------------- |
| Břetislav I.          | 1029               | 1033               | Přemysliden        | Herzog von Böhmen, unehelicher Sohn des Folgenden             |
| Oldřich (Udalrich I.) | 1033               | 1034               | Přemysliden        | Herzog von Böhmen, Sohn von Boleslav II. Hzg von Böhmen, +999 |
| Břetislav I.          | 1034               | 1054               | Přemysliden        | Herzog von Böhmen, unehelicher Sohn des Vorigen               |

## Herzöge von Olmütz
| Herzöge von Olmütz        | Herzöge von Olmütz | Herzöge von Olmütz | Herzöge von Olmütz | Herzöge von Olmütz |
| Name                      | von                | bis                | Geschlecht         | Anmerkung |
| ------------------------- | ------------------ | ------------------ | ------------------ | --- |
| Vratislav II.             | 1054               | 1061               | Přemysliden        | Erster König von Böhmen, Sohn des Vorigen                                                                               |
| Ota / Otto I.             | 1061               | 1086               | Přemysliden        | Herzog von Olmütz, Bruder des Vorigen                                                                                   |
| Euphemia von Ungarn       | 1086               | 1090               | Arpaden            | Frau von Ota / Otto I., Tochter des ungarischen Königs Bela I.                                                          |
| Boleslav                  | 1090               | 1090               | Přemysliden        | Sohn von Vratislav II.                                                                                                  |
| Svatopluk                 | 1091               | 1107               | Přemysliden        | ältester Sohn von Ota / Otto I.                                                                                         |
| Ota / Otto II.            | 1091               | 1110               | Přemysliden        | Sohn von Ota / Otto I., genannt der Schwarze                                                                            |
| Vladislav I.              | 1110               | 1113               | Přemysliden        | Fürst von Böhmen, Sohn von Vratislav II.                                                                                |
| Ota / Otto II.            | 1113               | 1126               | Přemysliden        | Sohn von Ota / Otto I., genannt der Schwarze                                                                            |
| Soběslav I.               | 1125               | 1126               | Přemysliden        | Sohn des ersten böhmischen Königs Vratislav II. und zweiter Gemahlin Swatawa von Polen                                  |
| Vaclav/Wenzel I.          | 1126               | 1130               | Přemysliden        | Herzog von Olmütz, Sohn von Svatopluk                                                                                   |
| Soběslav I.               | 1130               | 1135               | Přemysliden        | Sohn des ersten böhmischen Königs Vratislav II. und zweiter Gemahlin Swatawa von Polen                                  |
| Depold/Diepold/Leopold I. | 1135               | 1137               | Přemysliden        | Fürst von Jemnice, Sohn von Bořivoj II. cognatischer Stammvater der Fürsten von Depold                                  |
| Soběslav I.               | 1137               | 1140               | Přemysliden        | Sohn des ersten böhmischen Königs Vratislav II. und zweiter Gemahlin Swatawa von Polen                                  |
| Ota / Otto III.           | 1140               | 1160               | Přemysliden        | Sohn von Ota / Otto II.                                                                                                 |
| Vladislav II.             | 1160               | 1164               | Přemysliden        | Sohn von Vladislav I.und erster Gemahlin Richenza                                                                       |
| Bedrich / Friedrich       | 1164               | 1173               | Přemysliden        | Sohn von Vladislav II. und erster Gemahlin Gertrud von Österreich                                                       |
| Oldrich / Udalrich II.    | 1173               | 1177               | Přemysliden        | Sohn von Soběslav I. |
| Vaclav / Wenzel II.       | 1176               | 1179               | Přemysliden        | Sohn von Soběslav I. |
| Konrad III. Ota / Otto    | 1179               | 1189               | Přemysliden        | Erster Markgraf von Mähren. Sohn von Konrád II. von Znaim und Marie, Tochter des Serben Uros / Urosch Bily (der Weisse) |
| Vladimir von Olmütz       | 1179               | 1189               | Přemysliden        | Sohn von Ota / Otto III.                                                                                                |

## Herzöge von Brünn
| Herzöge von Brünn          | Herzöge von Brünn | Herzöge von Brünn | Herzöge von Brünn | Herzöge von Brünn |
| Name                       | von               | bis               | Geschlecht        | Anmerkung |
| -------------------------- | ----------------- | ----------------- | ----------------- | --- |
| Ota / Otto I.              | 1054              | 1061              | Přemysliden       | Herzog von Brünn, dann von Olmütz, genannt der Schöne |
| Konrad I.                  | 1061              | 1092              | Přemysliden       | 1054 Hzg Mähren (de facto erst 1061), 1061 Herzog Znaim. 1087 Hzg von ganz Mähren, 1092 Hzg Böhmen; Sohn von Bretislav I. Fürst von Mähren und Hzg von Böhmen |
| Oldrich / Ulrich von Brünn | 1092              | 1097              | Přemysliden       | Fürst von Brno / Brünn; Sohn von Konrad I. |
| Bořivoj II.                | 1097              | 1100              | Přemysliden       | Sohn von Vratislav II. und zweiter Gemahlin Swatawa von Polen                                                                                                 |
| Oldrich / Ulrich von Brünn | 1100              | 1113              | Přemysliden       | 1112–1113 Fürst von Znaim; 1100 wiedereingesetzt, Sohn von Konrad I.                                                                                          |
| Soběslav I.                | 1115              | 1123              | Přemysliden       | Sohn des ersten böhmischen Königs Vratislav II. und seiner zweiten Gemahlin Swatawa von Polen                                                                 |
| Ota / Otto II. von Olmütz  | 1123              | 1125              | Přemysliden       | Sohn von Ota / Otto I., genannt der Schwarze |
| Vratislav von Brünn / Brno | 1126              | 1146              | Přemysliden       | Sohn von Oldrich / Ulrich von Brünn / Brno |
| Vladislav II.              | 1156              | 1174              | Přemysliden       | Zweiter böhmischer König der Premysliden; Sohn von Vladislav I.                                                                                               |
| Vaclav / Wenzel II.        | 1174              | 1176              | Přemysliden       | Sohn von Soběslav I. |
| Konrad III. Ota / Otto     | 1176              | 1189              | Přemysliden       | Erster Markgraf von Mähren. Sohn Konrads II. von Znaim. |
| Spitignev von Brünn        | 1189              | 1191              | Přemysliden       | Sohn von Vratislav Brnensky (von Brünn) |
| Vladislav Heinrich         | 1191              | 1194              | Přemysliden       | 1192 Markgraf Mähren, 1197 Hzg von Böhmen; zweiter Sohn von Vladislav II. und seiner zweiten Gemahlin Judith von Thüringen                                    |
| Spitignev von Brünn        | 1194              | 1197              | Přemysliden       | Sohn von Vratislav Brnensky ( von Brünn) |

## Herzöge von Znaim
| Herzöge von Znaim                  | Herzöge von Znaim | Herzöge von Znaim | Herzöge von Znaim | Herzöge von Znaim |
| Name                               | von               | bis               | Geschlecht        | Anmerkung |
| ---------------------------------- | ----------------- | ----------------- | ----------------- | --- |
| Konrad I.                          | 1061              | 1092              | Přemysliden       | 1054 Hzg Mähren, de facto aber erst 1061. Sohn des Fürsten Břetislav I. und seiner Frau Judith von Schweinfurt                                                                      |
| Lutold / Litold von Znaim          | 1092              | 1097              | Přemysliden       | Fürst von Znaim, Herzog von Mähren. Sohn von Konrad I. |
| Bořivoj II.                        | 1097              | 1100              | Přemysliden       | Sohn von Vratislav II. und seiner zweiten Gemahlin Swatawa von Polen |
| Lutold / Litold von Znaim          | 1100              | 1112              | Přemysliden       | Wiedereingesetzt, Sohn von Konrad I. |
| Oldrich / Ulrich von Brünn         | 1113              | 1113              | Přemysliden       | Sohn von Konrad I. |
| Soběslav I.                        | 1113              | 1123              | Přemysliden       | Sohn des ersten böhmischen Königs Vratislav II. und seiner zweiten Gemahlin Swatawa von Polen                                                                                       |
| Konrad II. von Znaim               | 1123              | 1160              | Přemysliden       | Sohn von Lutold / Litold von Znaim |
| Vladislav II.                      | 1161              | 1174              | Přemysliden       | Sohn von Vladislav I. |
| Konrad III. Ota / Otto             | 1157              | 1191              | Přemysliden       | Erster Markgraf von Mähren. Sohn Konrads II. von Znaim. Erbt Znaim 1157. |
| Vladislav Heinrich                 | 1191              | 1194              | Přemysliden       | Zweiter Sohn von Vladislav II. und seiner zweiten Gemahlin Judith von Thüringen |
| Jindrich / Heinrich Břetislav III. | 1191              | 1197              | Přemysliden       | 1182 Bischof von Prag, 1187/1188 Hzg von Böhmen; Sohn des Jindrich / Heinrichund der Margarethe letzterer der, Sohn erster Ehe des Vladislav I Fürst von Böhmen und der Richenza NN |

## Markgrafen von Mähren (1182–1918)
| Markgrafen | Markgrafen | Markgrafen | Markgrafen    | Markgrafen |
| Name | von        | bis        | Geschlecht    | Anmerkung |
| --- | ---------- | ---------- | ------------- | --- |
| Konrad III. Otto | 1182       | 1191       | Přemysliden   | Erster Markgraf von Mähren |
| | 1189       | 1197       |               | Vereinigt mit Böhmen |
| Vladislav Heinrich | 1197       | 1222       | Přemysliden   | Zweiter Sohn von Vladislav II. und seiner Frau Judith von Thüringen |
| Vladislav II. | 1223       | 1227       | Přemysliden   | Sohn von Ottokar I. und Konstanze |
| Přemysl von Mähren | 1227       | 1239       | Přemysliden   | Sohn von Ottokar I. und Konstanze |
| Vladislav III. | 1239       | 1247       | Přemysliden   | Sohn von Wenzel I. und von Kunigunde von Schwaben |
| Ottokar II. Přemysl | 1247       | 1278       | Přemysliden   | Sohn von Wenzel I. und von Kunigunde von Schwaben |
| Rudolf I. | 1278       | 1283       | Habsburg      | Keine Markgrafschaft! Die Markgrafschaft fiel direkt an den deutschen König Rudolf I. zurück. |
| Wenzel II. | 1283       | 1305       | Přemysliden   | Sohn von Ottokar II. Přemysl und von Kunigunde von Halitsch |
| Wenzel III. | 1305       | 1306       | Přemysliden   | Sohn von Wenzel II. und von Guta von Habsburg |
| Rudolf III. | 1306       | 1307       | Habsburg      | Sohn von Albrecht I. und von Elisabeth von Görz-Tirol |
| Heinrich von Kärnten | 1307       | 1310       | Meinhardiner  | Sohn des Herzogs Meinhard II. von Görz-Tirol und Elisabeth von Bayern |
| Johann von Luxemburg | 1310       | 1333       | Luxemburger   | Sohn Kaiser Heinrichs VII. und Margaretes von Brabant |
| Karl IV. | 1333       | 1349       | Luxemburger   | Sohn von Johann von Luxemburg und seiner Gattin Elisabeth |
| Johann Heinrich | 1349       | 1375       | Luxemburger   | Am 26. August 1346 fiel Johann von Luxemburg. Johann verfügte testamentarisch, dass Johann Heinrich mit der Verwaltung der Markgrafschaft Mähren betraut wird. Karl IV. belehnte seinen Bruder am 26. Dezember 1349 mit der Markgrafschaft Mähren. |
| Johann Sobieslaus | 1375       | 1394       | Luxemburger   | Markgrafschafts-Teilung unter den Brüdern Jobst von Mähren, Johann Sobieslaus und Prokop von Mähren |
| Jobst von Mähren | 1375       | 1411       | Luxemburger   | Markgrafschafts-Teilung unter den Brüdern Jobst von Mähren, Johann Sobieslaus und Prokop von Mähren |
| Prokop von Mähren | 1375       | 1405       | Luxemburger   | Markgrafschafts-Teilung unter den Brüdern Jobst von Mähren, Johann Sobieslaus und Prokop von Mähren |
| Sigismund von Luxemburg | 1419       | 1423       | Luxemburger   | Sohn von Kaiser Karls IV., aus vierter Ehe mit Elisabeth von Pommern |
| Albrecht II. | 1423       | 1439       | Habsburg      | Sohn von Herzog Albrechts IV. von Österreich und der Herzogin Johanna von Bayern-Straubing |
| Ladislaus Postumus | 1440       | 1457       | Habsburg      | Sohn von Albrecht V. und Elisabeth von Luxemburg |
| Georg von Podiebrad | 1458       | 1468       | von Kunstadt  | |
| Matthias Corvinus | 1468       | 1490       |               | Zweiter Sohn von János (Johann) Hunyadi und Erzsébet (Elisabeth) Szilágyi von Horogszeg |
| Vladislav II. | 1490       | 1516       | Jagiellonen   | Sohn von König Kasimir IV. von Polen und Elisabeth von Habsburg |
| Ludwig II. | 1516       | 1526       | Jagiellonen   | Sohn von Vladislav II. |
| Ferdinand I. | 1527       | 1564       | Habsburg      | Viertes Kind von Philipp I. und Johanna von Kastilien |
| Maximilian II. | 1564       | 1576       | Habsburg      | Sohn von Ferdinand I. und Anna von Böhmen und Ungarn |
| Rudolf II. | 1576       | 1608       | Habsburg      | Sohn von Maximilian II. |
| Matthias II. | 1608       | 1617       | Habsburg      | Sohn von Maximilian II., von 1608 bis 1611 Markgraf von Mähren, ab 1611 als König von Böhmen auch Herrscher von Mähren; 1617 erreichte er die Annahme und Krönung von Ferdinand II. als König von Böhmen und Mähren.                               |
| Ferdinand II. | 1617       | 1627       | Habsburger    | König von Böhmen |
| Friedrich von der Pfalz | 1619       | 1620/32    | Wittelsbacher | König von Böhmen |
| Ferdinand III. | 1627       | 1657       | Habsburger    | König von Böhmen |
| Ferdinand IV. | 1646       | 1654       | Habsburger    | König von Böhmen |
| Leopold I. | 1657       | 1705       | Habsburger    | König von Böhmen |
| Joseph I. | 1705       | 1711       | Habsburger    | König von Böhmen |
| Karl VI. | 1711       | 1740       | Habsburger    | König von Böhmen |
| Maria Theresia | 1740/43    | 1780       | Habsburger    | Königin von Böhmen |
| Karl VII. | 1741       | 1743/45    | Wittelsbacher | König von Böhmen |
| Joseph II. | 1780       | 1790       | Habsburger    | König von Böhmen |
| Leopold II. | 1790       | 1792       | Habsburger    | König von Böhmen |
| Franz I. | 1792       | 1806       | Habsburger    | König von Böhmen |
| Franz II. | 1804       | 1835       | Habsburger    | König von Böhmen |
| Ferdinand I. | 1835       | 1848       | Habsburger    | König von Böhmen |
| Franz Joseph I. | 1848       | 1916       | Habsburger    | König von Böhmen |
| Karl I. | 1916       | 1918       | Habsburger    | König von Böhmen |
| Am 28. Oktober 1918 wurde in Prag die Tschechoslowakei proklamiert, und am 12. November 1918 die republikanische Staatsform festgelegt. |            |            |               | |